# 阿拉霍西亞

約公元前300年的阿拉霍西亞

阿拉霍西亞（Arachosia）是古代阿契美尼德帝國、塞琉西帝國、孔雀王朝及帕提亞帝國的一個行省的希臘名稱，它包括現今阿富汗東南部及巴基斯坦和印度的部份地區。赫爾曼丹河（Helmand River）流經阿拉霍西亞並提供南阿富汗最肥沃的土地。當中最大的城市坎大哈，據說是由亞歷山大大帝建立及命名。
阿拉霍西亞在巴克特里亞正南方，以興都庫什山脈為界。南面是格德羅西亞（即現今俾路支省）、西面是德蘭吉安納（現今錫斯坦），而東面則是印度河。西北地區有Pactyans，一個古印度–依朗部族（梨俱吠陀的Pakthas），他們可能是現今普什圖族的祖先。南及東南區有羅普拉提人（據信是印度的羅希拉人、拉傑普特人及阿富汗人的共同祖先）和歐里塔人（阿臘塔人或阿羅拉人）

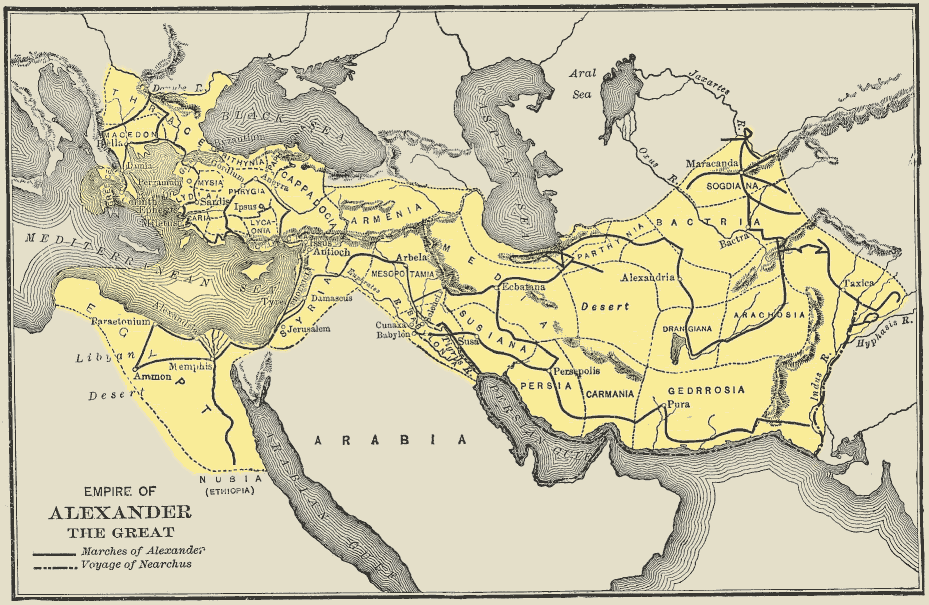
亞歷山大大帝時期的阿拉霍西亞

阿拉霍西亞的北面及西北面部份屬於米底王國的領土。公元前六世紀，居魯士二世征服阿拉霍西亞其餘地區，將阿契美尼德帝國的疆界推进至印度河。公元前325年，马其顿帝国的亞歷山大大帝征服了整个波斯帝国，直至印度河。其後，先後成為塞琉西帝國及希臘-巴克特里亞王國（Greco-Bactrian Kingdom）的辖区。南及東南地區保留着佛教及印度教文化，直至公元7世紀中后期阿拉伯帝国的入侵。